# Cyrtodactylus jarakensis
Espèce
Cyrtodactylus jarakensis est une espèce de geckos de la famille des Gekkonidae.

## Répartition
Cette espèce est endémique de Pulau Jarak au Perak en Malaisie.

## Étymologie
Son nom d'espèce, composé de jarak et du suffixe latin -ensis, « qui vit dans, qui habite », lui a été donné en référence au lieu de sa découverte.

## Publication originale
- Grismer, Chan, Grismer, Wood & Belabut, 2008 : Three new species of Cyrtodactylus (Squamata: Gekkonidae) from Peninsular Malaysia. Zootaxa, n. 1921, p. 1–23.